# Kronland
Kronland, tyska, i allmänhet en furstlig ätts arvland, särskilt på de med kronan ärftligt förenade enskilda delar, av vilka den österrikiska monarkin bestod.